# Bataille de Soriano

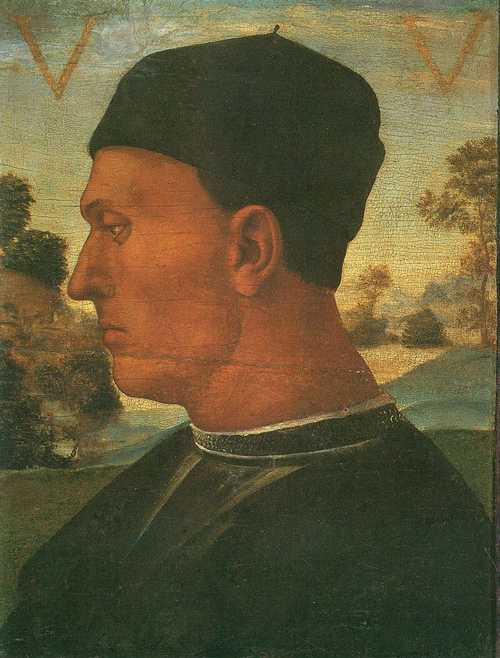
Vitellozzo Vitelli par Luca Signorelli

La bataille de Soriano (connue aussi sous le nom de Bataille de Bracciano), s'est déroulée le 24 janvier 1497 au nord-ouest de Rome non loin du lac de Bracciano.
Elle met aux prises les armées pontificales du pape Alexandre VI, épaulées par
des éléments armés des Colonna et du Duc d'Urbin aux forces de Vitellozzo Vitelli accourues au secours de Bartolomeo d'Alviano assiégé dans son château de Bracciano.
Le choc a lieu entre Soriano nel Cimino et Canepina au pied du mont Cimino (it).

## Préambule
Le pape Alexandre VI, veut reprendre la main sur les petits seigneurs et restaurer son pouvoir.
Vers la fin du mois d'octobre 1496, l'armée pontificale attaque et prend possession de nombreux châteaux entre le Tibre et le lac de Bracciano.
L'armée papale arrive finalement à Bracciano, dont le château est défendu par Bartolomeo d'Alviano. L'armée papale manque d'artillerie, le siège se prolonge et Vitellozzo Vitelli finit par secourir l'assiégé.

## Forces en présence
Les troupes papales sont composées d'une cavalerie lourde, d'une cavalerie légère, d'artillerie, et de 800 piquiers sur lesquels on fonde le plus d'espoirs.
Les troupes adverses commandées par Vitellozzo Vitelli sont inférieures en nombre : Peu de cavalerie lourde, cavalerie légère inexistante et 1000 fantassins italiens équipés à la suisse, mais en fin stratège, Vitellozzo a équipé ceux-ci de piques plus longues (70 cm) que les normales.

## Dispositions pour la bataille
Vitelli place son armée en position d'attente, de façon à ne présenter qu'un flanc à ses adversaires, car il n'a pas assez de cavalerie lourde pour couvrir les deux côtés.
Il positionne la totalité de la cavalerie lourde sur le flanc droit de sa formation.
Son flanc gauche est adossé à un bois où il met des escrimeurs et des arquebusiers. 
Le centre composé de l'infanterie armée de piques, est légèrement reculé et posté sur un léger relief.

## Bataille

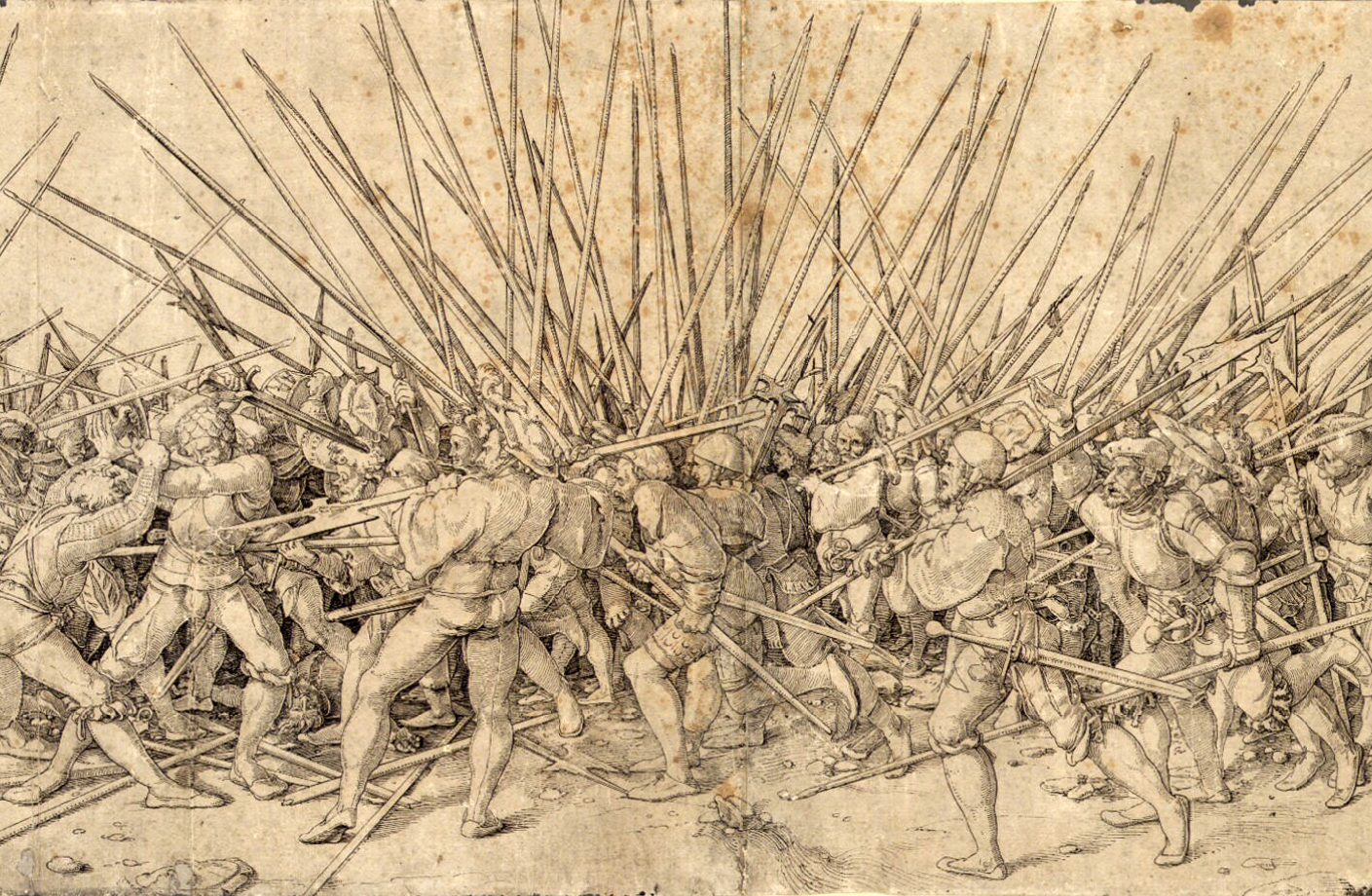
Bataille de lansquenets

L'attaque des troupes pontificales, précédée par des tirs d'artillerie, est l'œuvre des piquiers et de la cavalerie lourde.
Le premier choc entre les cavaleries légères donne l'avantage aux troupes papales. Ensuite entrent en œuvre les cavaleries lourdes. Pendant ce temps au centre, les piquiers papaux sont arrêtés puis repoussés.
Le combat entre les cavaleries lourdes reste indécis, mais contrairement aux prévisions, les fantassins italiens, équipés de piques plus longues que l'adversaire, après avoir résisté au violent choc ennemi, contre-attaquent, encerclent le carré ennemi et l'anéantissent.
Dès lors, la cavalerie papale, menacée sur son flanc, se retire. Rapidement, l'armée pontificale en déroute se retire en abandonnant l'artillerie et ses dépouilles sur le champ de bataille. Le duc d'Urbin Guidobaldo Ier de Montefeltro est fait prisonnier. Entre prisonniers et morts, l'armée papale perd 500 hommes.

## Épilogue

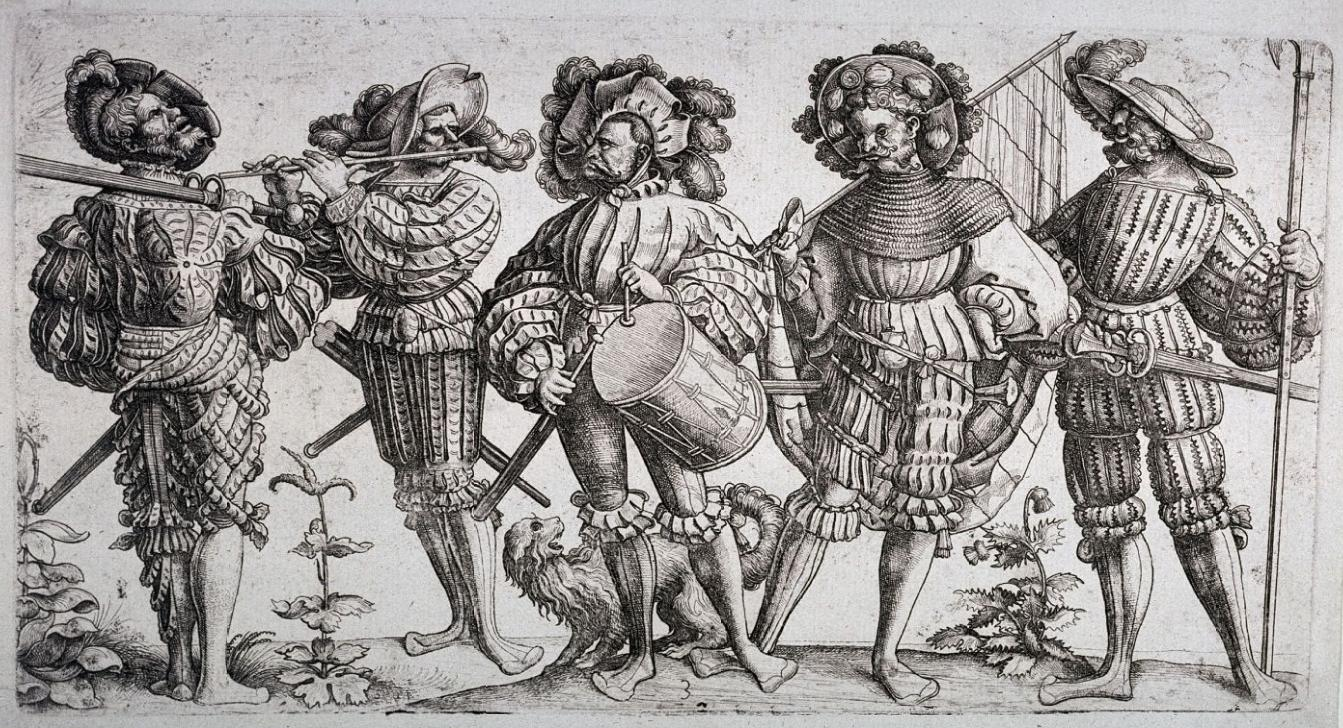
lansquenets

Le pape Alexandre VI voit s'arrêter ses projets d'expansion.
Vitellozzo Vitelli confirme sa réputation de fin stratège et d'excellent connaisseur de l'art militaire. Malgré son infériorité numérique il a réussi à remporter une bataille, en profitant du profil du terrain. En rallongeant les piques de ses fantassins, il est à l'origine, en Italie, de la création d'un corps d'arme particulier réputé invincible à son époque : les "lansquenets à piques longues"

## Sources
- Francesco Guicciardini- Storia d'Italia Liv III p:149
- Histoire des Republiques Italiennes du Moyen Âge Tome XII, Jean Charles-Leonard Sismonde, pages 346-347-348.